# Chen Shui-bian
Chen Shui-bian (陳水扁) (Guantian, Tainan, 12 oktober 1950) (jiaxiang: Tainan, Guantian 台南縣官田鄉) is een Taiwanees politicus. Chen was van 2000 tot 2008 president van Taiwan. Hij was tevens voorzitter van de Democratische Progressieve Partij (DPP), een partij die zich inzet voor verregaande onafhankelijkheid van China. In 2009 werd hij veroordeeld tot een levenslange gevangenisstraf, maar in 2015 vanwege medische reden voorwaardelijk vrijgelaten.

## Biografie
Chen werd opgeleid tot advocaat, maar later politicus voor de DPP. Hij is een alumnus van de Nationale universiteit van Taiwan. Doordat tot ver in de jaren 80 de Kwomintang (KMT) de absolute macht had in Taiwan, kwam Chen meermalen in moeilijkheden door zijn politieke activiteiten.
Nadat Taiwan democratisch was geworden, werd Chen in 1994 gekozen tot burgemeester van Taipei. In 1998 verloor hij die post weer, aan KMT-er Ma Ying-jeou.

### Presidentschap
Tot 2000 hadden de kandidaten voor de KMT steeds de presidentsverkiezingen gewonnen. Bij de verkiezingen van 2000 echter waren er twee kandidaten van KMT-signatuur die beiden meededen aan de verkiezingen: Lien Chan en James Soong. Zij splitsten de stemmen van de KMT-aanhangers, waardoor DPP-kandidaat Chen Shui-bian uiteindelijk de verkiezingen won. Hij werd de eerste niet-KMT-president van Taiwan.
In 2004 gingen Lien en Soong als team de verkiezingen in; samen hoopten zij Chen Shui-bian deze keer wel te verslaan. In de peilingen lag Chen steeds iets op hen achter, maar de aantallen ontliepen elkaar niet veel. Vlak voor de verkiezingen, tijdens de campagne, werd op 19 maart 2004 een aanslag gepleegd op Chen en vicepresident Annette Lu, toen zij in een open auto door Tainan reden. Het schot was niet fataal en beide werden nog dezelfde dag uit het ziekenhuis ontslagen. De volgende dag won Chen de verkiezingen met slechts een zeer kleine voorsprong (35.000 stemmen verschil bij een totaal van 12.9 miljoen) op tegenkandidaat Lien Chan. Lien eiste daarop een hertelling. Na het hertellen van de stemmen bleek dat Chen inderdaad de verkiezingen gewonnen had, zij het met een miniem verschil.
In januari 2008 trad Chen Shui-bian af als voorzitter van de DPP, nadat de partij bij de parlementsverkiezingen een stevig verlies had geleden. Twee maanden later vonden de presidentsverkiezingen plaats, waarbij Chen zich na twee uitgediende ambtstermijnen niet nogmaals herkiesbaar mocht stellen. De kandidaat van zijn partij, Frank Hsieh, verloor deze verkiezingen van Ma Ying-jeou (KMT), die op 20 mei 2008 werd beëdigd als president.

### Veroordeling en gevangenisstraf
In 2009 werd Chen Shui-bian tot levenslange gevangenis veroordeeld voor verduistering, corruptie en witwassen, gepleegd tijdens zijn presidentschap. Volgens zijn aanhangers werd hij echter veroordeeld om politieke redenen. In 2010 werd hij in hoger beroep vrijgesproken van verduistering, en werd de straf verminderd tot 20 jaar. In 2013 deed Chen een mislukte zelfmoordpoging uit protest tegen zijn naar zijn mening onterechte detentie. In januari 2015 werd hij vanwege zijn (vermeende) slechte medische toestand voorwaardelijk vrijgelaten.